# Закон за илинденските пенсии
„Законът за илинденските пенсии“ (на македонска литературна норма: Закон за илинденските пензии) е закон в югославската Народна република Македония, който определя отпускането на пенсии на участниците „в националнореволюционните борби и в Илинденското въстание за освобождението на Македония“. Законът е гласуван и приет от Народното събрание на 27 юли 1946 година, а е обнародван в „Служебен вестник“ на 30 юли.
Съгласно Закона стойността на пенсиите е между 1000 и 4000 динара. През януари 1953 година е приет Закон за изменение и допълнение на Закона за илинденските пенсии, според който новата максималната сума за пенсия е 8000 динара. Предвижда се ревизия на вече определените пенсии.
Подобен закон – „Закон за отпускане на народни пенсии на особено заслужилите в освободителните борби дейци“ – е на сила в България от 1943 до 1944 година.
От 2016 година Държавният архив на Северна Македония издава поредицата „Илинденски свидетелства“ (на македонска литературна норма: Илинденски сведоштва), в която се публикуват молбите за илинденски пенсии, с акцент върху животописните бележки на кандидатите.